# 茂呂菊次郎
茂呂 菊次郎（もろ きくじろう、1962年2月27日 - 2016年8月26日）は、群馬県出身の元騎手（地方・高崎所属）。

## 経歴

### 騎手時代
中学3年の時に高崎・木村甚太郎厩舎に入り、朝は境町トレセンの厩舎で手伝ってから学校に通っていた。
1978年10月20日の高崎第2競走・ストロングチエリー（7頭中8着）で初騎乗を果たし、12月8日の第5競走・キノエネエイコウで初勝利を挙げる 。
同期には宇都宮の内田利雄がおり、後に内田と共に北関東のトップジョッキーの一人として活躍。
1981年にはスカレー産駒スペースクインで牝馬で初めて北関東アラブチャンピオン、1982年にはマサノタロウーで牡馬で初めて三歳優駿を制覇。
タガミホマレ産駒カツノオールでは1988年に第1回シルバー賞、1989年には高崎観音賞を制覇。
1992年からはヨシノキングで活躍し、800mの新馬戦を50秒6のレコードで勝ち、1993年の高崎皐月賞まで10連勝を達成。1993年のスプリンターズ賞では前年の勝ち馬フジギニーと直線でデッドヒートを続けて2着となったが、金沢のサラブレッドチャレンジカップでは地元の北日本新聞杯馬でシンボリルドルフ産駒のミスタールドルフを抑えて優勝。水沢のダービーグランプリは東京ダービー馬プレザント（南関東・船橋）の出鼻を叩いて果敢に逃げ、プレザントが3コーナー過ぎに失速する中、直線でも最内で必死に粘るが、ラスト50ｍでミスタールドルフに交わされて2着。1994年の開設記念では後に語り草になる程の記録的大差勝ちで、ゴール100m手前では馬の首筋を撫で、ゴールでは余裕のピースサインを出した。同年は端午賞・坂東太郎賞も制し、笠松にトレードに出されるまで高崎時代の全レースに騎乗した。
1994年にはグランドツアラーで北関東菊花賞・高崎大賞典を連勝。
中央遠征では1998年11月15日の東京第9競走からまつ賞・トップバルで9頭中9番人気ながらメンバー中最速上がり38秒2の脚を使って3着、その後もトップバルでは1999年に10月3日の中山第12競走4歳以上500万下を13頭中11番人気ながら4着、12月4日の中山第6競走4歳以上500万下を6番人気で2着馬とクビ差の3着と好走。
2001年には青森・諏訪牧場産のメタルカラーで2月17日の東京第9競走春菜賞を14頭中11番人気ながら3着馬とハナ差4着、3月18日の中山第7競走3歳500万下5着、4月1日の中山第7競走3歳500万下4着と3走連続で掲示板に入り、地元ではエメラルドカップを制覇 。
2002年にはメタルカラーで盛岡のせきれい賞を制し 、11月2日の中山第2競走2歳未勝利では保田一隆厩舎のプリプリで2着に入り、中央馬で中央初連対を記録。
師匠・木村の死去後は、木村の実子である木村昌志厩舎に所属し、2004年12月30日の高崎第2競走C5 12普通・オフセットミライが最後の勝利 となった。
開催最終日となった同31日は8鞍に騎乗予定であったが、積雪の影響から第8競走終了後に高崎大賞典を含む残りの競走を中止することが決定したため、第8競走A B1普通・チヨノスター（12頭中7着）が最後の騎乗 となった。
騎手生活晩年は毎週競馬の度に4kg落とすなど減量のきつさがきっかけとなり、廃止と共に現役を引退。

### 引退後
必死で存続を訴える所を取り上げたテレビ番組の取材では「どこの競馬場も苦しいから受け入れ先がない。この年では他の仕事を始めるのも難しい」と答えていたが、廃止決定後はすぐにハローワークに行って仕事探しを開始。
自動車部品の工場に就職が決まるが、今までとは全く違う仕事で想像以上にくたびれていたところ、昌志から連絡があり、「鹿児島の育成牧場へ一緒に行かないか」と声をかけてもらい、馬の仕事に再び携わる。
鹿児島で3年半勤務した後に境町の育成牧場に戻ったが、同期の内田が携わった馬に騎乗することもあった。
自分で開業して外厩をやりたいという夢も抱いていたが、2016年死去。

## 騎手成績
- 13000戦1788勝　勝率13.8%、連対率26.8%

主な騎乗馬
- ヨシノキング（1992年三才優駿、1993年高崎弥生賞・高崎皐月賞・サラブレッドチャレンジカップ、1994年開設記念・端午賞）
- グランドツアラー（1994年北関東菊花賞、高崎大賞典）
- ナチュラルレディ（1995年クイーンカップ【高崎】、北関東菊花賞）
- ホリークラウン（2001年スプリンターズ賞、天馬杯、2002年カネユタカオー記念）
- メタルカラー（2001年エメラルドカップ、2002年せきれい賞）
- ダイスプリンター（2003年雷電賞・二歳優駿、2004年エメラルドカップ）